# Ctenogobius pseudofasciatus
Ctenogobius pseudofasciatus is een straalvinnige vissensoort uit de familie van grondels (Gobiidae). De wetenschappelijke naam van de soort is voor het eerst geldig gepubliceerd in 1971 door Gilbert & Randall.